# Shaho Andalibi
Shaho Andalibi (persisch شاهو عندلیبی Šāho Andalībī; * 1974 in Sanandadsch) ist ein iranisch-kurdischer Musiker, der als Spieler der Längsflöte Nay und als Sänger hervorgetreten ist.

## Leben
Shaho Andalibi wurde im Jahr 1974 in Sanandadsch, der Provinz Kurdistan im Iran geboren. Von seinem Vater Iraj Andalibi wurde er bereits mit vier Jahren in der kurdischen Musik, Melodien und Modi (Maqams) unterrichtet. Die persische Nay lernte er von seinem Cousin Jamshid Andalibi, der selbst ebenfalls in diversen Musik-Projekten und Ensembles mitgewirkt hat. Unterricht in Gesangstechnik erhielt er von Mohammad-Resa Schadscharian, Improvisation und die Organisation von Gruppenaufführungen hingegen von Majid Derakhshani.
Shaho schloss sein Masterstudium in der Teheraner Universität für Kunst (aus dem englischen Tehran University of Art) im Jahr 2007 mit Schwerpunkt im Spielen von iranischen Musikinstrumenten ab. Bei bisher über 50 Aufführungen auf der ganzen Welt ist er als hervorragender Künstler seines Metiers aufgetreten, begleitet von Persönlichkeiten wie dem Großmeister Mohammad-Resa Schadscharian bei Ava und Shahnaz Ensemble, der Meisterin Sima Bina im großen Konzert in Armenien und vielen anderen iranischen Gruppen wie Mah-Banoo, Khorshid, Mah, Shams, Mawlana Ensemble und internationalen Ensembles wie der Niederländischen Philharmonie.
Shaho hat bei der Produktion von über 40 Musikalben mitgewirkt, wie zum Beispiel bei Morghe Khoskhan, Rendane Mast und Gole Sib, als Gruppenspieler, wie auch in Solo-Performances. Im Jahr 2016 hat er die Andalib Music Academy in Toronto gegründet. Er hatte eine erfolgreiche Tournee mit dem Andalib Ensemble beim „Sounds of Persia in Tirgan Festival“ und weitere Auftritte in Toronto, Ottawa und Montreal. Im Jahr 2019 gewann er außerdem den „Aga Khan Music Award“.

## Diskographie
- 2011: Beedel, mit Majid Derakhshani, Arman Sigarchi und Katayoun Goudarzi
- 2013: Nashmil Nashmil
- 2013: NÂ, mit Majid Derakhshani

## Belege
1. ↑  Radio Farda. Abgerufen am 8. Mai 2020 (englisch): „Herr Andalibi ist ein kurdischer Sänger und Mitglied des Shahnaz-Ensembles, das an Professor Shajarian angeschlossen ist. Er wurde in eine Familie in Sanandaj hineingeboren, die von seinem Großvater bis zu seinem Vater und anderen Familienmitgliedern alle Musiker waren; sein Vater, Iraj Andalibi, war ein bekannter kurdischer Sänger. Vor ungefähr dreißig Jahren, nach seinem Master-Abschluss an der Universität der Künste, begann er professionell zu arbeiten und mit verschiedenen Musikgruppen zusammenzuarbeiten, bis er sich dem Shahnaz-Ensemble anschloss und zusammen mit Professor Shajarian viele Male im Iran und auf der ganzen Welt als Künstler auftrat. Herr Andalibi hat auch seine eigene Band namens Andalib Ensemble gegründet und bisher etwa vierzig Alben veröffentlicht. Er lebt seit einigen Jahren in Toronto [...].“
2. ↑   Shahrvand. Abgerufen am 8. Mai 2020.

| Personendaten    | Personendaten                                                 |
| ---------------- | ------------------------------------------------------------- |
| NAME             | Andalibi, Shaho                                               |
| ALTERNATIVNAMEN  | Andalibi, Shaho (vollständiger Name); شاهو عندلیبی (persisch) |
| KURZBESCHREIBUNG | iranischer Musiker                                            |
| GEBURTSDATUM     | 1974                                                          |
| GEBURTSORT       | Sanandadsch, Iran                                             |